# 新SD戦国伝 天星七人衆
新SD戦国伝 天星七人衆（しんエスディーせんごくでん てんせいしちにんしゅう）は、武者ガンダムシリーズの第10作である。漫画版のタイトルは『新武者頑駄無 天星七人衆』。

## 概要
プラモデルBB戦士の組立説明書に掲載されている漫画『コミックワールド』と、『コミックボンボン』での漫画連載（漫画：神田正宏）で展開された。
舞台をこれまでの「天宮」から「緋州（ピース）」に移した新たなシリーズ。シリーズ10作目ということで、主要登場人物は過去のSD戦国伝、特に『SD戦国伝 武者七人衆編』の登場人物がモデルとなっている。
シリーズ名が『新SD戦国伝』に戻っているが、これは設定を一新した新たな物語という意味でつけられたものであり、『新SD戦国伝 地上最強編』から『新SD戦国伝 超機動大将軍』までのシリーズと連動した関連性は無いが、ホビージャパン1998年12月号で、新SD戦国伝 地上最強編からムシャ戦記 光の変幻編までのストーリーは2世紀強が経過しているとの発表があり、同作もこの中に組み込まれていることから時系列においての関連性はある。
登場人物は主に『新機動戦記ガンダムW デュアルストーリー G-UNIT』などのキャラクターや兵器と過去のSD戦国伝の登場人物がモデルになっている。各キャラクターのデザインはBB戦士での組み立て易さを考慮しシンプルなものとなっている。前作同様、プラモデル化されなかったキャラクターの一部は過去に発売されたBB戦士を複数組み合わせることで（ある程度だが）再現可能である。

## 登場人物
括弧内はモチーフとなった兵器・キャラクター。ただし、モチーフについて公式には発表されていないので諸説ある。

### 緋州
七天星についての記述が正しければ、剣聖頑駄無以外の七天星は全て20歳以下という年齢計算になる。
武者頑駄無零壱＜ムシャガンダムゼロワン＞（ガンダムジェミナス01）
本編の主人公。光の星の宿命をもつ武者。母親とは幼い頃に死別し、その後、兄・流星王と共に剣聖頑駄無に育てられた。魔天暗黒党の手に落ちた流星王を追って旅に出るが、その際に剣聖から勇星の鎧と「武者頑駄無」の称号を授かり、以後「武者頑駄無零壱」を名乗る。
戦闘時、天星力の発動に呼応して勇星の鎧から光星の鎧が出現し、パワーアップ(飛行能力等)する事ができる。ただし、長時間の戦闘には向かないという弱点もある。流派は七星天剣流。必殺技は銘刀「虹絢」【にじあや】から繰り出す「七斬」「七星瞬裂斬」。
コミックボンボン版では、勉強嫌いではないが苦手という設定。
BB戦士 No.181。
コミックボンボンのプレゼントとして頑駄無零将軍というキットが製造された。本来のキットとの違いは鎧の一部に変更点があり、カラーメッキであること。
天星将軍零壱＜テンセイショウグンゼロワン＞
零壱が「運命の月蝕」の影響で変化した姿。
必殺技は神刀「星光」【ほしひかり】から放つ「七天星凰斬」。
BB戦士 No.191（天星大将軍）。
天星大将軍＜テンセイダイショウグン＞（ガンダムグリープ）
天星将軍零壱が天星武神の力で出世した「星の大将軍」。
天星七人衆の能力を秘めた七つの武具（天星七神器＝1.七天剣聖の剣、2.七天彗聖脚、3.天星迅風翼、4.天星蒼雷角、5.天星爆熱石、6.大目牙紅蓮砲、7.天星剛覇甲)を装備。
必殺技は神刀「星光」と七天剣聖の剣の二刀流で放つ「七星輝煌照」。
BB戦士 No.191。
剣聖頑駄無＜ケンセイガンダム＞（武者頑駄無）
七天星・剣【ケン】の星。武者頑駄無の魂を受け継ぐ。10年前、戦災で焼け出された母子に出会い、以後母親を失った幼い流星王、零壱を引き取って育てている。
通常は天紬の外套【あまつむぎのがいとう】を羽織り金剛剣を持つが、天星力発動時には剣聖の鎧を装備し轟刀「星響」【ほしひびき】を振るう。流派は七星天剣流（正統継承者）。必殺技は「七斬」「四連八方斬」。
BB戦士 No.187。
彗聖頑駄無＜スイセイガンダム＞（武者農丸頑駄無）
七天星・忍【ニン】の星。武者農丸頑駄無の魂を受け継ぐ。剣聖とは旧知の間柄であり、彼に零壱を陰から支援するように頼んだ。
隠密行動の際は忍装束に身を包み、忍手甲【しのびてっこう】で白金裂爪【プラチナムファング】、忍苦無、忍しころを自在に操る。戦闘時には甲牙の鎧を装備。妖刀「陰陽丸」【おんみょうまる】は隠密 / 武者姿両方で使用することができる。流派は武忍百芸【ぶにんひゃくげい】。必殺技は「九竜縛鎖の術」「天忍環襲殺」。
BB戦士 No.188。
迅風頑駄無＜ジンプウガンダム＞（武者頑駄無摩亜屈+武者仁宇頑駄無）
七天星・風【フウ】の星。武者頑駄無摩亜屈と武者仁宇頑駄無の魂を受け継ぐ。大鵬高地にある村で猟師として暮らしている。
大角鳥の兜、琥空翔翼【こくうしょうよく】からなる荒翼の鎧を装備し、神槍「天舞丸」【てんぶまる】を駆る。さらに天星力によって強襲猛隼【ストライクイーグル】形態に変型する。流派は天風術【あまつかぜのじゅつ】。必殺技は「風陣龍天翔」「天風荒嵐破」。
BB戦士 No.184。
蒼雷頑駄無＜ソウライガンダム＞（武者精太頑駄無）
七天星・雷【ライ】の星。武者精太頑駄無の魂を受け継ぐ。刻津湖近くの山中に住んでいる。
降雷の鎧、雷刀「鳴神」を装備し、愛馬の雷獣・神竜馬【シルバー】と合体して雷激閃迅騎【サンダースタリオン】形態になる。流派は征嶺馗心流【せいれいきしんりゅう】。必殺技は「稲妻の舞」「天雷烈閃撃」。
爆熱頑駄無の妹・緋桜（ヒオウ）と恋仲である。
BB戦士 No.186。
爆熱頑駄無＜バクネツガンダム＞（シャイニングガンダム+ゴッドガンダム）
七天星・爆【バク】の星。刻津湖畔にある七天神社の神主・式守頑駄無【シキモリガンダム】の息子（養子）。普段は物静かな性格だが、ひとたび戦闘になると熱血漢になる。
攻陣の鎧を装備し、瑠璃甲石【るりこうせき】が埋め込まれた手甲、瑠璃甲拳【るりこうけん】で戦う。支援メカの魂嵐兵衛【コアランベエ】と合体することで機動力が増し、さらに天星力によって推力噴射機【ベクターノズル】、怒髪爆燃天【アグレッシブバーニア】が展開、攻爆形態【アサルトモード】に変型する。流派は無手勝流喧嘩殺法（つまり我流）。必殺技は「閃光掌」「参宝瑠璃光閃」「天爆双連衝」。
漫画版では、妹の緋桜が蒼雷と恋仲である事は知っているが、「気に入らない」と不満げである。
BB戦士 No.185。
紅蓮頑駄無＜グレンガンダム＞（武者駄舞留精太頑駄無+ガンダムヘビーアームズ）
七天星・火【カ】の星。武者駄舞留精太頑駄無の魂を受け継ぐ。高砂の街の診療所医師で、戦災で身寄りの無くなった子供たちを引き取って面倒を見ている。
超巨爆砲【ハイパーノヴァキャノン】、高可動狙撃砲【ムーバブルスナイパー】を備えた重装備の硬殻の鎧を纏い、さらに天星力によって両腕に腕装剛力砲【アームストロングキャノン】を装備、十連高速機関砲、火流粉砕弾【フレミアミサイル】を展開した破嵐撃装陣形態【ファランクスモード】に変型する。流派は我流戦術「深謀遠慮の法」。必殺技は「灼熱業火弾」「天火焼滅弾」。
漫画版では最後に登場した七天星で、なかなか承諾をしなかったが、孤児達に後押しされて、戦う決意をする。
BB戦士 No.189。
剛覇頑駄無＜ゴウハガンダム＞（武者斎胡頑駄無）
七天星・山【サン】の星。藤縞の街を治める豪族・剛心頑駄無【ゴウシンガンダム】の令息で、零壱たちの幼馴染み。一時期、剣聖一行は藤縞に住んでいたことがあり、その折に流星王、零壱と一緒に七星天剣流の基礎を教わった。
巨大な手甲、大鋼撃甲【だいこうげきこう】が特徴の鋼撃の鎧を装備し、巨大な棍棒「暁星」【ぎょうせい】を軽々と振り回す怪力の持ち主。剣聖から授かった銘刀「虹織」【にじおり】も持っているが、滅多に使わないようだ。流派は七星天剣流＋我流。必殺技は「特大拳撃」「天山闘撃拳」蒼雷との合体技「天雷烈閃超特大拳撃」。
姉の華鈴頑駄無【カリンガンダム】がいる。
BB戦士 No.182。
天星武神（ガンダムグリープ）
七天星が転生した姿。天星七神器の集合体であり、零壱を天星大将軍へと出世させる。虹星鳳凰（レインボーフェニックス）に変型する。
BB戦士 No.191（天星大将軍）。

### 魔天暗黒党
流星王 / 逆星将軍 流星王＜ゲキセイショウグン リュウセイオウ＞（ガンダムアスクレプオス）
武者頑駄無零壱の兄。弟と共に剣聖に育てられたが、魔天暗黒党に襲撃された際、弟を助けたのと引き換えに、魔天党に捕らえられてしまう。幽閉場所で謎の白武者【しろむしゃ】の手引きにより、皇珠の鎧を手に入れて脱出。零壱たちと再会したが、逆星に操られて暴走。武闘強化形態に変貌し、零壱を負傷させた。剣聖の手で戦闘不能にされたが、魁斬に連れ戻され、逆星将軍に変貌。七天星を襲うが、零壱将軍の手で体内に巣くっていた暗黒神から解放されて正気に戻り、姿も元に戻った。
皇珠の鎧を纏い、武器は銘刀「虹架」【にじかけ】を使用。必殺技は「七斬」(流星王)「七逆星凰斬」（逆星将軍）。
BB戦士 No.183。商品名は「頑駄無流星王」。
魁斬頑駄無＜カイザーガンダム＞（ハイドラガンダム）
七逆星・剣の逆星。剣聖頑駄無の兄。二十年前の月蝕の際、儀式が失敗した影響で行方不明になっていた。剣の逆星として魔天暗黒党を束ねる七逆星の1人だが、その心の中には緋州の国を救うべく、自身の命と引き換えにしてでも暗黒神を葬り去るという覚悟を抱く。他の逆星同様に暗黒神の一部となりながらも暗黒神に抗い、天星大将軍に勝機を作る。暗黒神撃破後、零壱たちは魁斬の魂らしき光が天に昇っていく光景を見た。
八咫の鏡角【やたのきょうかく】、比翼刃【ひよくじん】からなる煌冥の鎧を装備する。群雲の鞘【むらくものさや】には連理剣・誘凪【いざなぎ】、誘波【いざなみ】が収められており、二刀流で七星天剣流の剣技を放つ実力者。さらに比翼刃を展開し、四刀流の不動剣翼【ふどうけんよく】形態になる。流派は七星天剣流。必殺技は「七斬」「翔魔冥凰斬」
コミックワールドでは、あくまでも暗黒党の一員であるが、理想としていた暗黒神の正体に幻滅し、反旗を翻すも返り討ちに遭う。
BB戦士 No.190。七逆星では唯一のキット化。
志士皇頑駄無＜シシオウガンダム＞
七逆星・忍の逆星。白武者に変装して流星王に皇珠の鎧を渡した。さらに老婆に化けて零壱を毒殺しようとする等、目的の為には手段を選ばない卑劣漢。
必殺技は三日月状の無数の斬撃を放つ「邪刃乱舞」と、左腕に装備した巨大な曲刀から放つ「輝滅豪閻斬」。
初期段階では七逆星ではなく、七天星として設定されており、コミックボンボン第1話開始号での世界設定説明欄には、しっかりと七天星の一人として紹介されている。
怒嵐漣飛威＜ドランサザビー＞（サザビー）
七逆星・風の逆星。空を飛ぶ能力を持ち、下忍・針燕翔【バリエント】、機動兵器 牙天竜【ガディール】を率いて戦う。
流派は連家正巌流【レンけせいがんりゅう】。必殺技は「烈刺宝襲閃」
BB戦士では魔星大将軍、砕牙頑駄無、鉄機将飛閃のキットを使用して作成できる。
雷殺駆＜ライザック＞（ドズル専用ザクII）
七逆星・雷の逆星。悪の幹部でありながら、昼間から酔って暴れる等、コミカルなキャラクター。
武器は巨大な斧で「斧雷撃殺」という技がある。
BB戦士では闇将軍、殺駆三兄弟、鎧騎士F90のキットを使用して作成できる。
斧零駆頑駄無＜ブレイクガンダム＞（ガンダムヴァサーゴチェストブレイク）
七逆星・爆の逆星。武器を持たず、体術のみで戦う寡黙な武人。
必殺技は手刀から放つ「斬甲斧断刃」。
BB戦士では武者全武装頑駄無、Gガンダム、鉄機将飛閃のキットを使用して作成できる。
策羅璽悪＜サーキュラジオ＞（ジ・O）
七逆星・火の逆星。魔天暗黒党の指導者的立場で、常に魔天暗黒党本陣に居る。不気味な炎を操り、言動には謎が多い。流星王に罠を仕掛け、逆星暗黒神の誕生を企てた。
BB戦士では闇皇帝、武者漣飛威、武者璽悪のキットを使用して作成できる。
災呼頑駄無＜サイコガンダム＞（サイコガンダム）
七逆星・山の逆星。刻津湖の湖底に封印されていた巨大な武人。言葉を喋る事が出来ないようだが、巨大な体躯と怪力、口から吐く炎などで暴れまわる。
逆星暗黒神＜ゲキセイアンコクシン＞
七逆星の儀式によって降臨した闇の化身。天を衝く巨体を持ち、両腕の巨大な爪、背中から伸びる4本の触手等が武器。大地からエネルギーを無限に吸い上げることで、強力な再生能力を発揮する。急所は腹。
後に『ムシャ戦記 光の変幻編』において天魔大帝によって逆星闇将軍として復活。天魔大帝の分身の一つであることが判明する。
鎖鞭刀＜サーペント＞（サーペント）
下忍部隊長。零壱との戦いで右腕を失うが、改造手術を受けて復活する。
賄主羽羅火＜ワイズワラビー＞（ワイズワラビー）
火の隊隊長。
火羽羅火＜ヒワラビー＞（ファイヤーワラビー）
火の隊隊員。
怯鼓＜ビルゴ＞（ビルゴ）
魔天暗黒党下忍。
弐怯鼓＜ニビルゴ＞（ビルゴII）
魔天暗黒党下忍。
針燕翔＜バリエント＞（バリエント）
飛行能力を持つ下忍。
牙天竜＜ガディール＞（ガディール）
空戦用機動兵器。
愚嵐電＜グランディーネ＞（グランディーネ）
陸戦用機動兵器。

## 用語
七天星【シチテンセイ】
#天星七人衆のこと。はるか昔、緋州を救った巨大武者の生まれかわりとされる。当代七天星は二十年前の儀式に失敗し命を落とした五名の生まれ変わりが含まれる。儀式に参加した七人の内生き残ったのは魁斬と剣星の二人→転生者五名→一人だけ未合流者が生き延びた計算になる。
#緋州上空に輝く七つの星からなる星座のこと。別名「天の七つ星」。天に昇った巨大武者が姿を変えたものと言われている。
七逆星【シチゲキセイ】
七天星の対極に位置する七つの星。及びその星々の力を授かった武人のこと。なお、七天星同様の星座も存在するが、巨大武者等々の出自に関しては不明。
運命の月蝕【うんめいのげっしょく】
天星将軍・逆星将軍による地上統治権判定の儀式。天星将軍が勝てば地上は光に満たされ、逆星将軍が勝てば地上は闇に覆われる。星の力を持つ七天星・七逆星は、それぞれ天星将軍・逆星将軍を誕生させる為の重要な役割を担っている。
炎獄の七日間【えんごくのなのかかん】
「天星伝説」とも言われる、過去に起きた巨大武者による戦乱。『謎の巨大暗黒武者により滅亡に瀕した緋州に光の巨大武者が現れこれを退けた。その後巨大武者は天に昇り、夜空に輝く星座となって緋州の地を見守っている』という内容。
※これとは別に、頑駄無零将軍が食い止めた「地上の七つの災い」というものがある。
七星天剣流【しちせいてんけんりゅう】
剣術流派名。過去緋州に現れた巨大武者の剣技を模したものが、頑駄無零将軍の駆る元祖七星天剣流であると言われ、その後歴代の剣聖頑駄無によって後世に受継がれている。作中では剣聖、魁斬が共にこの流派の使い手である他、剣聖の弟子である零壱と流星王、さらに一時交流のあった剛覇も七星天剣流を学んだとされている。
七斬【ななざん】とは、七星天剣流の七つの代表的な剣技の総称で、瞬剣光斬【しゅんけんこうざん】、回羅旋斬【かいらせんざん】、飛槍突斬【ひそうとつざん】、地天昇斬【ちてんしょうざん】、天地降斬【てんちこうざん】、千渦連斬【せんかれんざん】、撃震衝斬【げきしんしょうざん】の七つ。この他、剣聖が使う四連八方斬【よんれんはっぽうざん】がある。
魔天暗黒党【マテンアンコクトウ】
七逆星が率いる闇の軍団。通称「魔天党」。本拠地は緋州東部の霧隠島にあり、七逆星を筆頭に中隊長クラスの鎖鞭刀・賄主羽羅火、下忍の怯鼓・弐怯鼓・針燕翔・火羽羅火などから構成される。また、大型の機動兵器、愚嵐電・牙天竜を擁する。
その目的は、運命の月蝕において逆星将軍を復活させ闇の覇権を握ると同時に、天星将軍の復活を阻止すること。このため、残りの七逆星・災呼の探索を進める一方、零壱や紅蓮に刺客を差し向けた。
モチーフはマリーメイア軍、新連邦、バルチャーなど。
剣忍風雷爆火山【ケンニンフウライバッカザン】
七天星の七つの星の名を続けて読んだもの。七星天剣流の精神統一の言葉でもあるらしい。剣聖に授かった巻物に書いてある言葉で、零壱が光星の鎧発動や必殺技を放つ際に唱える。

## BB戦士
SD戦国伝「天星七人衆」のBB戦士商品は、1998年1月～同年11月にかけて計11種が発売された。なお、これとは別に誌上通販キットが1種存在する。
シリーズの特長としては、専用の新型ポリキャップ＋多色成型ランナーという共通仕様が採用された事が挙げられる。新型ポリキャップは、かつての「ちーびーフレーム」や「Ｖフレーム」と同様のコンセプトのものであり、必要最低限の機能を盛り込みつつSDの体形に特化した汎用性の高いもので、後のBB戦士商品にも度々採用されている。（フレームのサイズは同一でも、彗聖～紅蓮まで体型の異なるキャラクターに対応できる）
多色成型ランナーは、従来のBB戦士にも採用の実績はあるが、シリーズを通じて全アイテムで採用したのは「天星七人衆」が初である。しかも剣聖以降のアイテムには「フルカラーメッキ」と称する特殊成型パーツが使用され、これを採用した彗聖・紅蓮・魁斬は、500円ラインとしては美しい仕上がりとなっている。（所謂「輝羅鋼」パーツと同一のものだが、意匠的な使用ではなく多色のメッキパーツとして使用する事で、非常にカラフルな仕上がりになっている）
上記に平行して、年々煩雑・難解になっていたBB戦士の組み立て作業に対し、その省力化がコンセプトに掲げられている。シールの極端な削減はその顕著な例だが、これに伴う情報量の減少を、キャラクターデザインそのものをシンプルにする事で対応しており、また舞台が緋州にシフトした事と併せて頭髪、布地等のビジュアルの変化を産み、「簡単に設定通りの物が出来上がる」よう考えられている。
その他に「天星七人衆」シリーズで特筆すべきは、ガンダム顔の「あご」にあたる突起部や、足の甲 / 底がそれぞれ標準で別パーツ化され、シールや塗装無しでも塗装完成品に近い状態に組み上がるという点である。これ以前では一部の高額アイテムでのみ採用されていた仕様だが、（魁斬のあごや紅蓮の足を除き）全てのシリーズアイテムで採用されている。
BB181「武者頑駄無零壱」【ムシャガンダムゼロワン】
1998年1月発売 / 500円(税別)。
軽装形態→勇星の鎧装着形態→光星の鎧装着形態
銘刀「虹絢」が付属。「剣珠の前立」含む七つの珠はそれぞれメッキパーツ、「七星右陣翼 / 左陣翼」はクリアパーツの豪華仕様。
(限定)「頑駄無零将軍」【ガンダムゼロショウグン】
コミックボンボンの誌上通販企画用に製造された限定キット。BB181「武者頑駄無零壱」の仕様を変更したもので、成型色が５色のカラーメッキになっている。また、兜飾は「鳳凰の神器」(武神輝羅鋼編の天動神器のひとつ)に変更されている。設定上は武者頑駄無零壱の先祖とされる。
銘刀「虹光」、神刀「天星の太刀」が付属。
BB182「剛覇頑駄無」【ゴウハガンダム】
1998年2月発売 / 500円(税別)。
軽装形態→武者形態
銘刀「虹織」、棍棒「暁星」が付属。巨大な手甲「大鋼撃甲」はメッキパーツ。
BB183「頑駄無流星王」【ガンダムリュウセイオウ】
1998年3月発売 / 500円(税別)。
軽装形態→皇珠の鎧装着形態→武闘強化形態
銘刀「虹架」が付属。
BB184「迅風頑駄無」【ジンプウガンダム】
1998年4月発売 / 500円(税別)。
軽装形態→荒翼の鎧装着形態→強襲猛隼形態
神槍「天舞丸」が付属。巨大な角飾りはパール成型。
BB185「爆熱頑駄無」【バクネツガンダム】
1998年5月発売 / 500円(税別)。
軽装形態→攻陣の鎧装着形態→攻爆形態
支援メカ「魂嵐兵衛」が付属。手甲の「瑠璃甲石」はクリアパーツ。
BB186「蒼雷頑駄無」【ソウライガンダム】
1998年6月発売 / 500円(税別)。
軽装形態→降雷の鎧装着形態→雷激閃迅騎形態
雷刀「鳴神」、雷獣「神竜馬」が付属。
BB187「剣聖頑駄無」【ケンセイガンダム】
1998年7月発売 / 1000円(税別)。
軽装形態→旅姿（天紬の外套装着形態）→剣聖の鎧（煌天の鎧）装着形態
「金剛剣」、轟刀「星響」が付属。「五臨の剣角」はフルカラーメッキパーツ。鎧台座はBB17「ムシャガンダム」モチーフ。
BB188「彗聖頑駄無」【スイセイガンダム】
1998年8月発売 / 500円(税別)。
軽装形態→忍装束形態→甲牙の鎧装着形態
妖刀「陰陽丸」、白金裂爪、忍苦無、忍しころが付属。左手の「忍手甲」はスプリングギミック内蔵。
BB189「紅蓮頑駄無」【グレンガンダム】
1998年9月発売 / 500円(税別)。
軽装形態→硬殻の鎧装着形態→破嵐撃装陣形態
「腕装剛力砲」2門が付属。
BB190「魁斬頑駄無」【カイザーガンダム】
1998年10月発売 / 500円(税別)。
軽装形態→煌冥の鎧装着形態→不動剣翼形態
連理剣「誘凪」「誘波」が付属。
BB191「天星大将軍」【テンセイダイショウグン】
1998年11月発売 / 2000円(税別)。
天星将軍零壱→天星大将軍
天星七神器→天星武神→虹星鳳凰
「神刀・星光」「七天剣星の剣」が付属。「天星迅風翼」はフルカラーメッキパーツ。

## コミックワールドと漫画版との相違点
「天星七人衆」のストーリーは、BB戦士の組立説明書に掲載された「コミックワールド」(全11話 / 作：やまと虹一)と、講談社刊行の男児向け漫画雑誌「コミックボンボン」での連載(全12話・単行本全2巻 / 作：神田正宏)にて展開された。『冒頭で兄・流星王が魔天暗黒党にさらわれ、それを追って旅立つ零壱に、剣聖が勇星の鎧と「武者」の称号を授ける』場面、及び『その後藤縞の街で剛覇と会う』場面までは双方同じで、旅をしながら仲間を集め最終決戦に赴く…という大まかな話の流れもほぼ変わりは無い。ただし、ふたつの媒体ではページ数に大きな差があり、下記のような点で相違がみられる。
- コミックワールド(以下CW版)では零壱と剛覇は別行動だが、コミックボンボン連載(以下漫画版)では霧隠島上陸の辺り以外はほぼ一緒に行動している。
- CW版では流星王は魔天党から自力で脱出し、皇珠の鎧も自分で奪って来たことになっているが、漫画版では白武者(実は志士皇の変装)の手引きが描かれている。また合流したのも、第3話で浦風の谷(CW版)、第8話で立浪の港(漫画版)と、場所・時期ともに異なる。さらにCW版では武闘強化形態に変形した後も自我を保っているが(自分の意思で武者形態に戻ることも出来る)、漫画版では正気を失い暴走、零壱に深手を負わせてしまった(第8話『呪われし鎧』)。
- 爆熱のエピソードから蒼雷の登場シーンまでは、双方で全く異なっている。
- 逆星暗黒神は、漫画版では七逆星が融合して出現したが、CW版では全く別の存在として描かれている。
- その他、漫画版のみで描写された主なシーンは次の通り。
  - 怒嵐戦、斧零駆戦、災呼戦、志士皇戦。
  - 紅蓮絡みのエピソード。及び彗聖の暗躍シーン。
  - 魁斬頑駄無は、漫画版では平和を願い、自らを犠牲にして逆星暗黒神を倒す手助けをしたが、CW版では力のみを信じるという性格で、気に入らない者は（逆星暗黒神も含め）敵味方問わずに斬る、という設定になっていた。その設定の影響か、最期は他の七逆星共々消滅している。
- 一方、CW版のみで描写されたシーンも存在する。
  - 七斬のひとつ「地天昇斬」
  - 彗聖の必殺技「九竜縛鎖の術」、同じく魁斬の「翔魔冥凰斬」、火炎隊「円撃火炎の陣」。